# Shakeil Waithe
Shakeil Waithe (* 10. Juni 1995) ist ein Leichtathlet aus Trinidad und Tobago, der sich auf den Speerwurf spezialisiert.

## Sportliche Laufbahn
Erste internationale Erfahrungen sammelte Shakeil Waithe bei den CARIFTA-Games 2014 in Fort-de-France, bei denen er mit 67,53 m die Goldmedaille in der U20-Wertung gewann. Daraufhin gewann er bei den Zentralamerika- und Karibikjuniorenmeisterschaften in Morelia mit 70,39 m ebenfalls die Goldmedaille. Er qualifizierte sich damit auch für die Juniorenweltmeisterschaften in Eugene, bei denen er mit 70,78 m im Finale Rang fünf erreichte. 2015 nahm er an den Panamerikanischen Spielen in Toronto teil und belegte dort mit 73,21 m den zwölften Platz. Kurz darauf wurde er bei den NACAC-Meisterschaften in San José mit 73,44 m Fünfter. Im Jahr darauf erreichte er bei den U23-NACAC-Meisterschaften in San Salvador mit 75,09 m den vierten Platz.
2018 nahm er zum ersten Mal an den Commonwealth Games im australischen Gold Coast teil und belegte dort mit 76,85 m den siebten Platz.
2015 wurde Waithe Trinidadisch-tobagischer Meister im Speerwurf.